# Dan norcev
Dán nôrcev je neuradni praznik, ki ga praznujemo 1. aprila. Izvira iz 18. stoletja, ko je dvorni norec nasmolil kralja Ludvika XIV. Na ta dan so v navadi potegavščine, ki jih objavljajo tudi televizijske hiše in časopisi.

### Navedek
»Prvi april je dan, ko se spomnimo, kaj smo ostalih 364 dni v letu.«
—Mark Twain

## Potegavščine medijev

### 2007
- Cavazza mlajši dobil vlogo v Urgenci
- NeDelo: Novi veter v Jelinčičevih laseh
- Kučan se je odločil: Ustanovil bo stranko

### 2008

#### Delo
- Se bo Finžgarjevega romana lotil Spielberg?
- Türk se seli v Bellevue
- Skupni slo-eko projekt Tuša, Mercatorja in Spara